# 2-3 stablo
U Informatici, 2–3 stablo je stablo kao struktura podataka, gde svaki čvor sa decom (unutrašnji čvor) ima ili dvoje dece (2-čvor) i nosi jedan podatak, ili ima troje dece (3-čvor) i nosi dva podatka. Čvorovi izvan stabla, tj. listovi, nemaju decu, a nose jedan ili dva podatka. 2−3 stabla su napravljena od strane Džona Hopkrofta 1970. godine.
- 2-čvor
- 3-čvor

2–3 stabla su jedna izometrija AA stabla, što znači da su ekvivalentne strukture podataka. Drugim rečima, za svako 2–3 stablo, postoji najmanje jedno AA stablo sa podacima u istom redosledu. 2–3 stabla su balansirana, što znači da svako desno, centralno, i levo podstablo sadrži istu ili skoro istu količinu podataka.

## Definicije
Kažemo da je čvor 2-čvor ako i samo ako nosi jedan podatak i ima dvoje dece ako je unutrašnji čvor.
Kažemo da je čvor 3-čvor ako i samo ako nosi dva podatka i ima troje dece ako je unutrašnji čvor.
Kažemo da je  2-3 stablo ako i samo ako je ispunjen jedan ili više ovih zahteva:
- je prazno stablo. Drugim rečima, T nema čvorova.
- je 2-čvor r sa podatkom a. Ako r ima levo dete L and desno dete , onda su L i R neprazna 2-3 stabla jednake visine, podatak  je veći od svih ostalih podataka u L, i podatak a je manji od svih ostalih podataka u .
- je 3-čvor r sa podacima a i b, gde je {\displaystyle a<b}. Ako  ima levo dete L, središnje dete M, i desno dete , onda su L, M,i R neprazna 2-3 stabla jednake visine, a podatak  je veći od svih ostalih podataka u  i manji od svih ostalih podataka u M, a podatak  je veći od svih ostalih podataka u  i manji od svih ostalih podataka u .

## Osobine
- Svaki unutrašnji čvor je 2-čvor ili 3-čvor.
- Svi listovi su na istom nivou.
- Svi podaci su čuvani kao sortirani.

## Operacije

### Pretraga
Traženje elementa u 2-3 stablu je slično traženju elementa u binarnom stablu pretrage. Kako su svi podaci u svakom čvoru sortirani, funkcija pretraživanja biće usmerena u odgovarajuće podstavlo i eventualno na odgovarajući čvor sa traženim podatkom.
1. Recimo da je  2-3 stablo i d je odgovarajući podatak koji treba da se pronađe. Ako je T prazno, onda d nije u T i završili smo.
2. Recimo da je r koren stabla T.
3. Pretpostavimo da je r list. Ako d nije u r, onda d nije u T. Inače, d je u T. U suštini, d može biti pronađen u čvoru koji je list. Ne trebaju nam dalji koraci jer smo završili.
4. Pretpostavimo da je r 2-čvor sa levim detetom L i desnim detetom . Recimo da je e podatak u r. Postoje tri slučaja: Ako je  jednako sa e, onda smo pronašli d u T i završili smo. Ako je {\displaystyle d<e}, onda postavi  kao novo , gde je  po definiciji 2-3 stablo, i idi nazad na korak dva. Ako je {\displaystyle d>e}, onda postavi  kao novo , gde je  po definiciji 2-3 stablo, i idi nazad na korak dva.
5. Pretpostavimo da je r 3-čvor sa levim detetom L, srednjim detetom M, i desnim detetom . Recimo da su a i b dva podatka koje nosi čvor r, gde je {\displaystyle a<b}. Postoje četiri slučaja: Ako je  jednako sa a ili sa b, onda je d u T i završili smo. Ako je {\displaystyle d<a}, onda postavi  kao novo T i idi nazad na korak 2. Ako je {\displaystyle a<d<b}, onda postavi  kao novo i idi nazad na korak 2. Ako je {\displaystyle d>b}, onda postavi  kao novo i idi nazad na korak 2.

### Ubacivanje
Ubacivanje radi po principu traženja pogodne lokacije za ključ i dodavanja ključa na tu lokaciju. Ako čvor postane 4-čvor, onda čvor treba da se podeli na dva 2-čvora, a središnji ključ se pomeri ka roditelju. Dijagram ilustruje ceo proces.

## Vremenska složenost
Vremenska složenost u notaciji velikog O:
|            | Prosečno | Najgori slučaj |
| Prostor    |          |                |
| Pretraga   |          |                |
| Ubacivanje |          |                |
| Brisanje   |          |                |